# Шелби (окръг, Илинойс)
Окръг Шелби (на английски: Shelby County) е окръг в щата Илинойс, Съединени американски щати. Площта му е 1989 km², а населението - 22 893 души (2000). Административен център е град Шелбивил.